# Weltpolitik

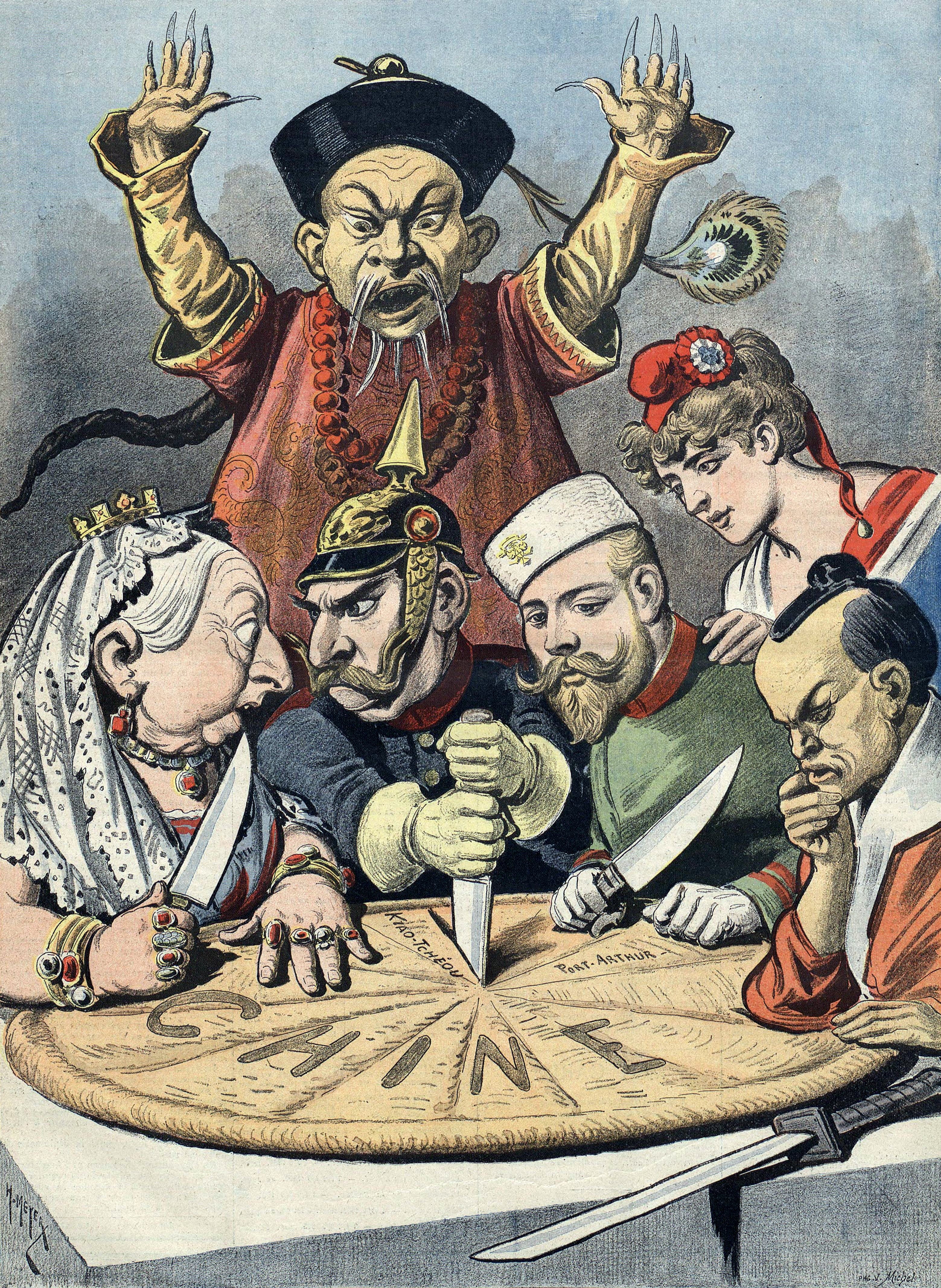
Keizer Wilhelm II zet zijn mes in China in deze Franse spotprent uit de jaren 1890 terwijl de Russische tsaar, de Britse koningin Victoria, de Franse Marianne en Japan misprijzend toekijken.

Weltpolitik (Duits voor "wereldpolitiek") was een politieke en militaire strategie die eind 19e eeuw in zwang kwam in het Duitse keizerrijk. Deze agressieve, expansionistische en imperialistische strategie van keizer Wilhelm II was een belangrijke oorzaak van de Eerste Wereldoorlog.

## Geschiedenis
De term Weltpolitik werd voor het eerst gebruikt in 1897 door de Duitse minister van Buitenlandse Zaken (en latere kanselier) Bernhard von Bülow, die Duitsland een "plek in de zon" wilde garanderen. De Weltpolitik verving de pragmatischer en voorzichtiger Realpolitik van Otto von Bismarck die het Pruisische en later Duitse beleid in de tweede helft van de 19e eeuw had gedomineerd. Het smeden van allianties en uitspelen van verschillende naties, zo typerend voor de Realpolitik, werd minder belangrijk geacht dan puur machtsvertoon, zo nodig met militaire middelen.
Weltpolitik was het product van Duits nationalisme en het in die tijd populaire sociaal darwinisme, volgens welk een staat moest overheersen of ten onder gaan. Met de opkomst van Duitsland als grote industriële mogendheid was de Weltpolitik het middel voor de Duitse keizer om van zijn rijk een wereldmacht te maken dat Groot-Brittannië en Frankrijk kon evenaren.
De strategie behelsde de opbouw van een grote legermacht en marine en de opbouw van een wereldwijd koloniaal rijk dat kon wedijveren met het Britse en Franse koloniale rijk. Belangrijk onderdeel van de Weltpolitik was de bouw van een grote, moderne oorlogsvloot door admiraal Alfred von Tirpitz, de Hochseeflotte, die de Britse Royal Navy naar de kroon kon steken. Dit leidde tot een Brits-Duitse wapenwedloop van dreadnoughts.
Al in de jaren 1880 had Duitsland flinke delen van Afrika (waaronder Duits-Zuidwest-Afrika en Duits-Oost-Afrika) en Keizer Wilhelmsland en de Bismarckarchipel in de Stille Oceaan in bezit genomen. In de jaren hierna verwierven de Duitsers de Chinese stad Jiaozhou en nog een aantal gebieden in de Stille Oceaan. Ook mengde het Duitse rijk zich in verschillende koloniale conflicten, zoals de Tweede Marokkaanse Crisis (waarbij het een deel van Frans-Kongo in handen kreeg), de Bokseropstand en de Tweede Boerenoorlog.
In reactie op de Duitse Weltpolitik zocht Groot-Brittannië toenadering tot Frankrijk en Rusland, die samen de Triple Entente vormden. Duitsland op haar beurt vormde een alliantie met Oostenrijk-Hongarije, Bulgarije en het Ottomaanse Rijk, de centrale mogendheden. Het vormde een explosieve situatie. In 1914 brak de Eerste Wereldoorlog uit.
De nederlaag van Duitsland in Eerste Wereldoorlog betekende het einde voor Weltpolitik. Duitsland verloor zijn koloniale rijk, leger, marine, en grote delen van zijn grondgebied; het Duitse keizerrijk werd opgeheven; en Duitsland viel in een economische crisis door de enorme herstelbetalingen die het land moest betalen. Met de komst van nazi-Duitsland in 1933 kwam echter een nieuw soort Weltpolitik: de Lebensraum-politiek en Geopolitik.

## Weltpolitik in algemenere zin
In algemenere zin is Weltpolitik het beleid van supermachten om wereldwijd invloed uit te oefenen met diplomatieke, economische of militaire middelen. In deze zin domineerde de Weltpolitik het beleid van de Europese grote mogendheden tijdens het tijdperk van imperialisme en de strategie van de supermachten Verenigde Staten en de Sovjet-Unie tijdens de Koude Oorlog.
Ook het 21e-eeuwse Amerikaanse, Chinese en Russische beleid zou als Weltpolitik gekarakteriseerd kunnen worden.